# Stazione di San Marino (Repubblica di San Marino)
La stazione di San Marino era il capolinea della ferrovia a scartamento ridotto Rimini-San Marino, a servizio del castello della Città di San Marino.

## Storia
La stazione fu inaugurata insieme alla linea il 12 giugno 1932 e rimase attiva fino al 12 luglio 1944. Costituiva il capolinea occidentale della linea.
A causa degli ingenti danni provocati dai bombardamenti avvenuti durante la seconda guerra mondiale, né la stazione né la linea stessa vennero più riattivate. Il fabbricato viaggiatori è stato adibito ad una abitazione privata fino al 1966, quando si decise di demolirla insieme al magazzino merci e al deposito locomotive.

## Strutture e impianti
La stazione era dotata da un fabbricato viaggiatori, tre binari di testa, un magazzino merci e un deposito locomotive. Ad oggi (2016) non rimane traccia dell'infrastruttura: il fabbricato viaggiatori, il magazzino merci e il deposito locomotive vennero demoliti nel 1966, al posto della stazione è presente una rotonda e sull'ex sedime ferroviario (compreso il luogo dove sorgevano il magazzino merci e il deposito locomotive) è stato costruito un parcheggio per le corriere.